# Chi Mỏ hạc
Chi Mỏ hạc có danh pháp khoa học là Geranium chứa khoảng 422 loài thực vật sống một năm, hai năm hoặc lâu năm, được tìm thấy chủ yếu tại vùng ôn đới cũng như khu vực miền núi của vùng nhiệt đới, chủ yếu tại phần miền đông của khu vực Địa Trung Hải. Các loài thực vật có hoa đẹp này có thể mọc trên bất kỳ loại đấtkhông bị úng nước nào. Sự nhân giống của chúng được thực hiện nhờ các cành giâm vào mùa hè hay bằng hạt về mùa thu hay mùa xuân.
Các loài mỏ hạc bị ấu trùng của một số loài côn trùng thuộc bộ Lepidoptera phá hại, bao gồm Euproctis chrysorrhoea và Amphipyra tragopoginis.

## Tên gọi
Tên gọi "mỏ hạc" có nguồn gốc từ bề ngoài của đầu hạt, nó có hình dáng như mỏ của con hạc (sếu). Tên khoa học của chi này có nguồn gốc từ tiếng Hy Lạp geranos, có nghĩa là 'con hạc, con sếu'. Các lá dài, dạng chân vịt có vết nứt nói chung có hình tròn. Hoa của chúng có màu hồng, lam hay trắng với 5 cánh hoa.

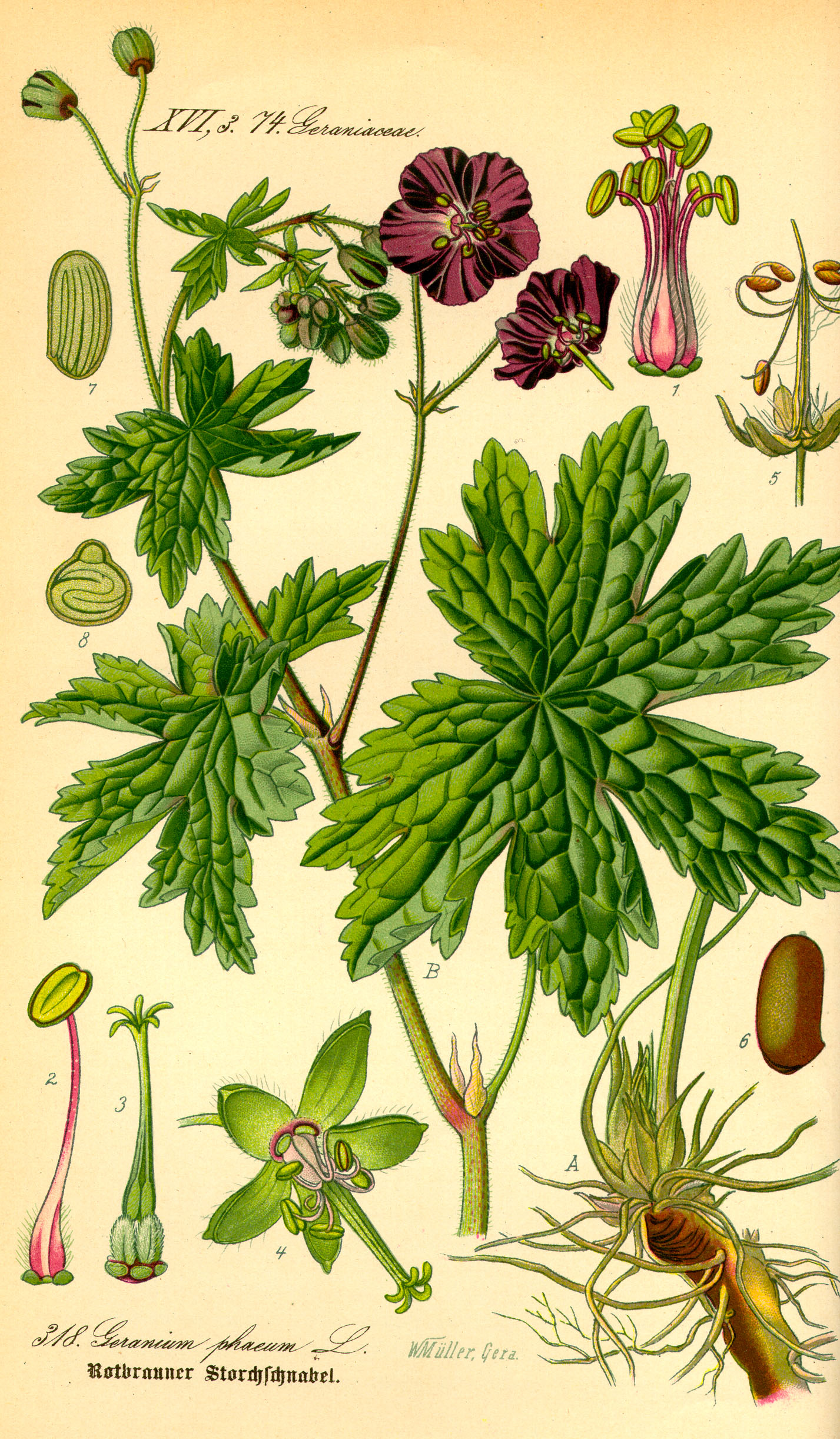
Geranium phaeum - từ Flora von Deutschland, Österreich und der Schweiz của Thomé, 1885

## Geranium và Phong lữ
Một điều dễ gây nhầm lẫn là từ "Geranium" trong tiếng Anh còn được dịch sang tiếng Việt là phong lữ hay phong lữ thảo, là tên gọi của loài Pelargonium inquinans thuộc chi Pelargonium, do trước đây loài/chi này cũng được phân loại là nằm trong chi Mỏ hạc. Điều lầm lẫn tương tự cũng xảy ra trong tiếng Anh khi từ Geranium trong cách hiểu thông thường lại là tên gọi thông dụng của các loài trong chi Pelargonium. Lưu ý rằng phong lữ còn là tên gọi của một họ thực vật là Gesneriaceae và trong tên gọi của một loài thực vật khác trong chi Cymbopogon là cỏ phong lữ Cymbopogon martini. Tại Hoa Kỳ, các loài mỏ hạc (Geranium thực thụ) nói chung được phân biệt với các loài quỳ thiên trúc ít cứng hơn (chi Pelargonium) với tên gọi là "hardy geranium" do những người làm vườn và trồng/bán cây cảnh nghĩ ra. Người ta cũng có thể phân biệt chúng bằng cách nhìn vào hoa: Các Geranium thực thụ có hoa đối xứng, trong khi các Pelargonium có các cánh hoa không đều hay có vết đốm. Các thành viên khác trước đây được đưa vào chi này, hiện nay được phân loại trong chi Erodium, có tên gọi trong tiếng Anh là filaree tại Bắc Mỹ.

## Thư viện ảnh

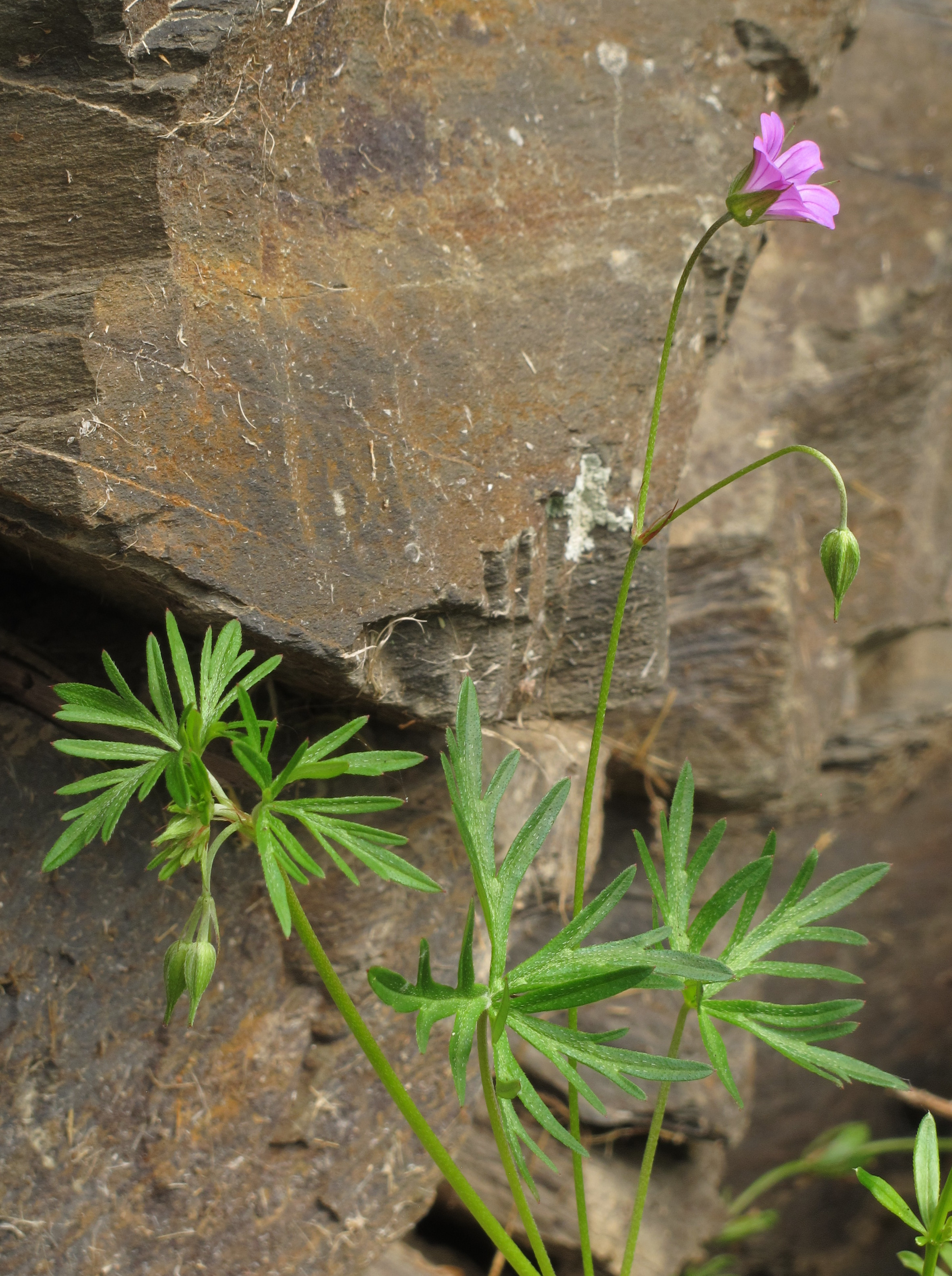
Geranium columbinum
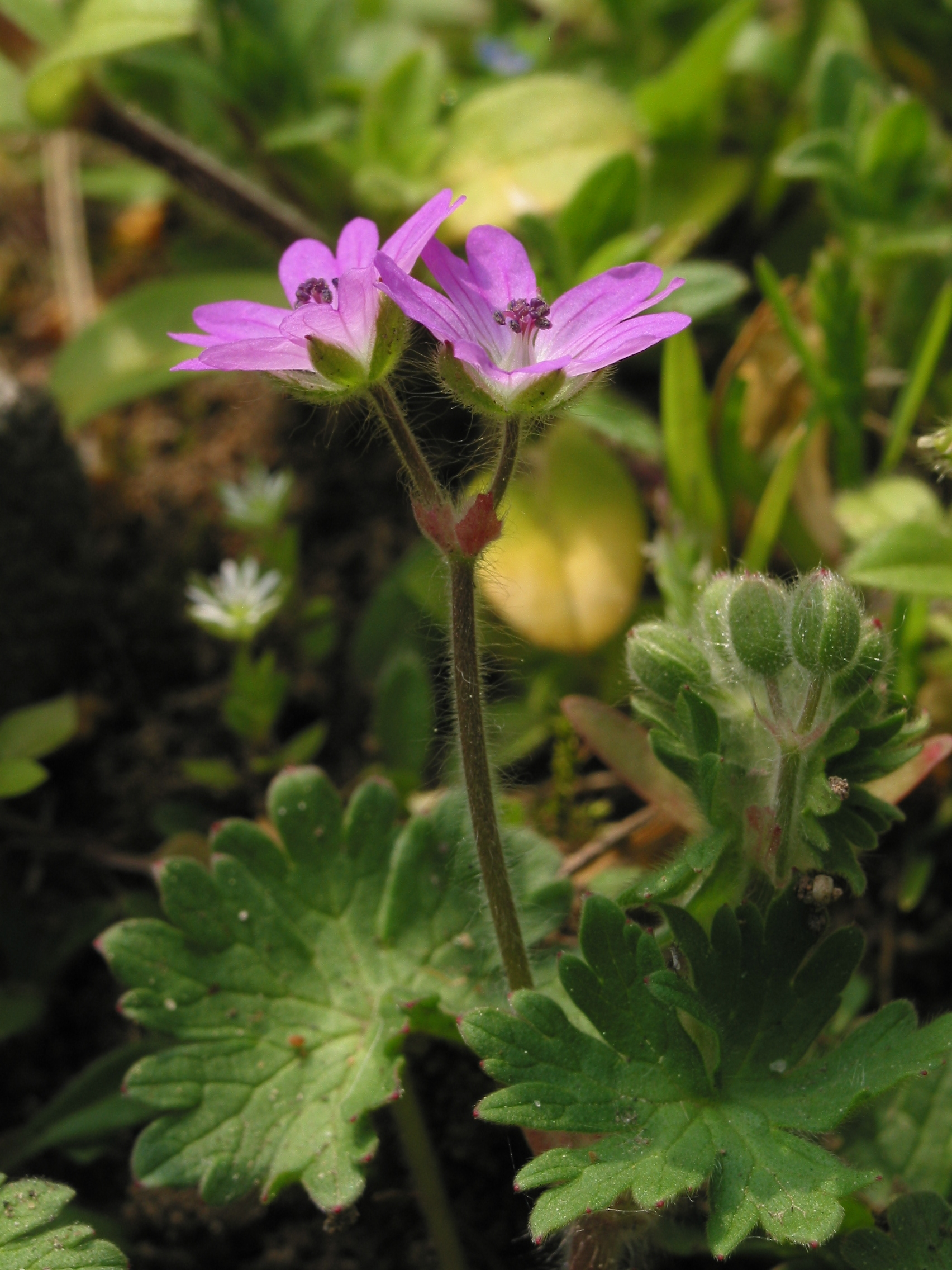
Geranium molle
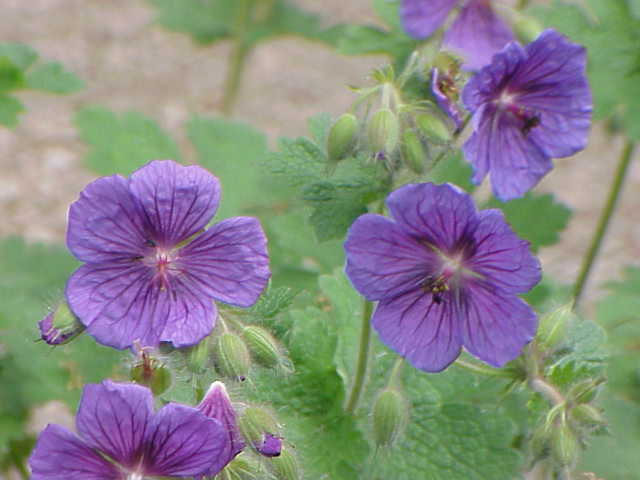
Geranium platypetalum
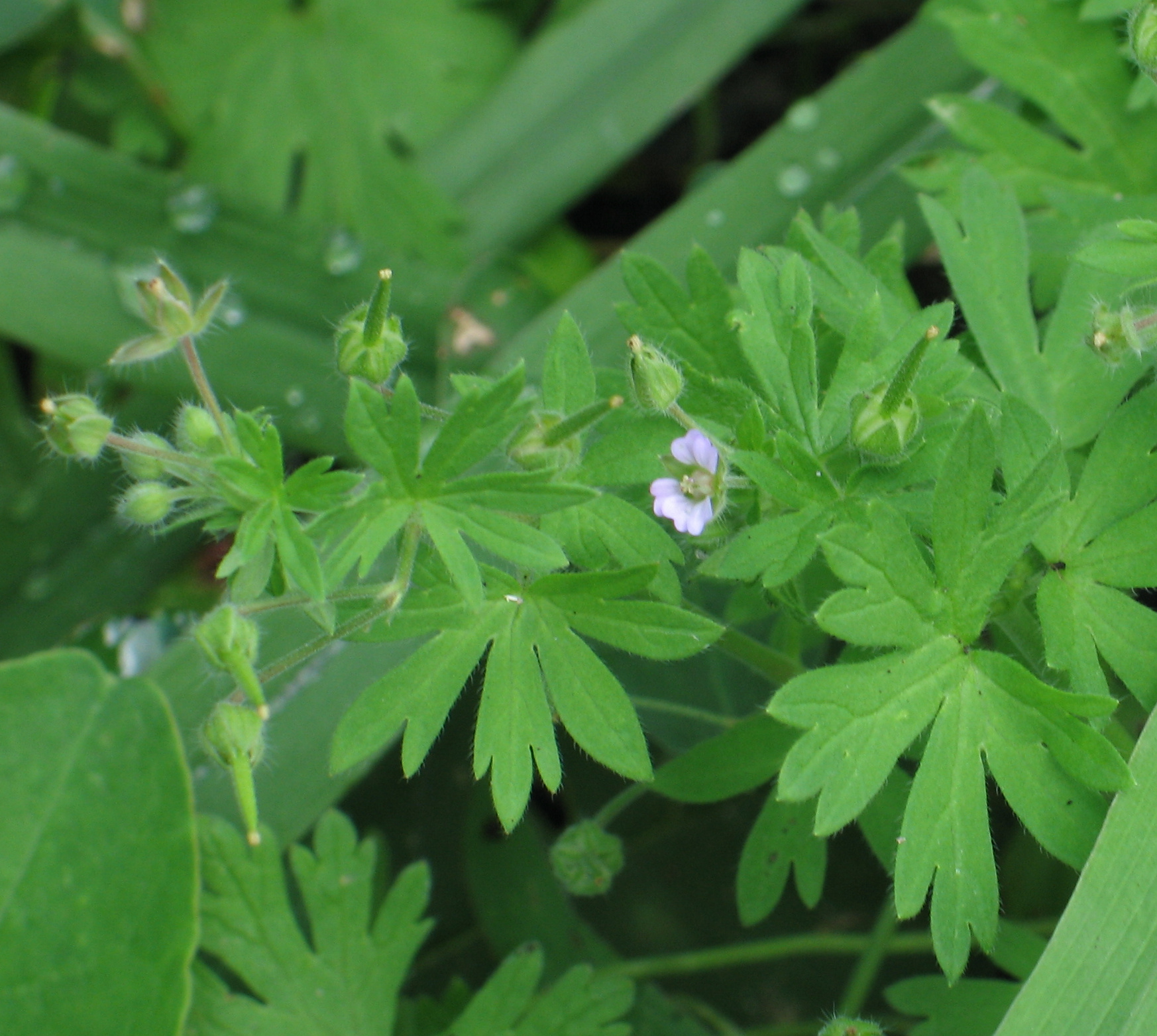
Geranium pusillum
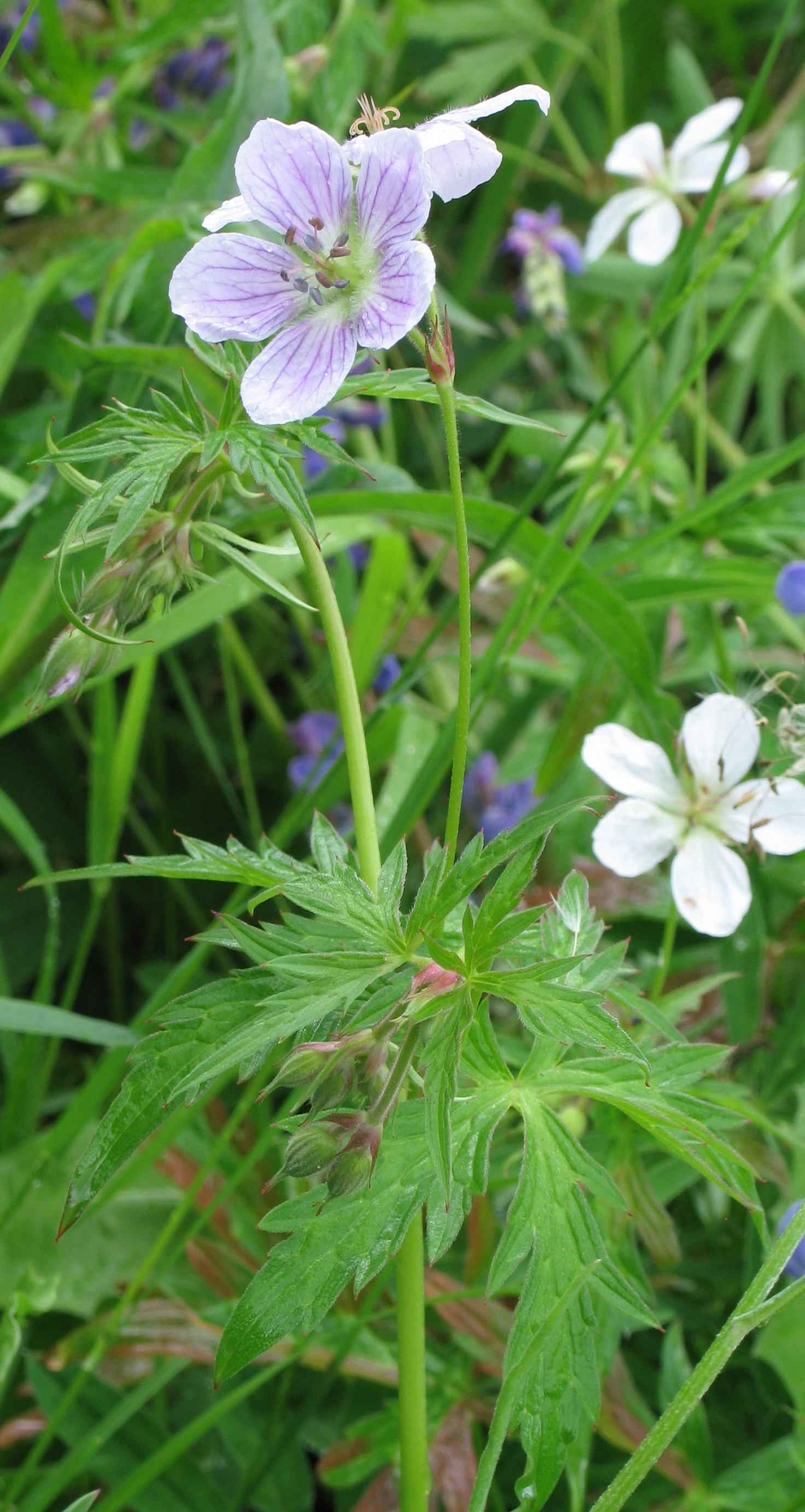
Geranium richardsonii
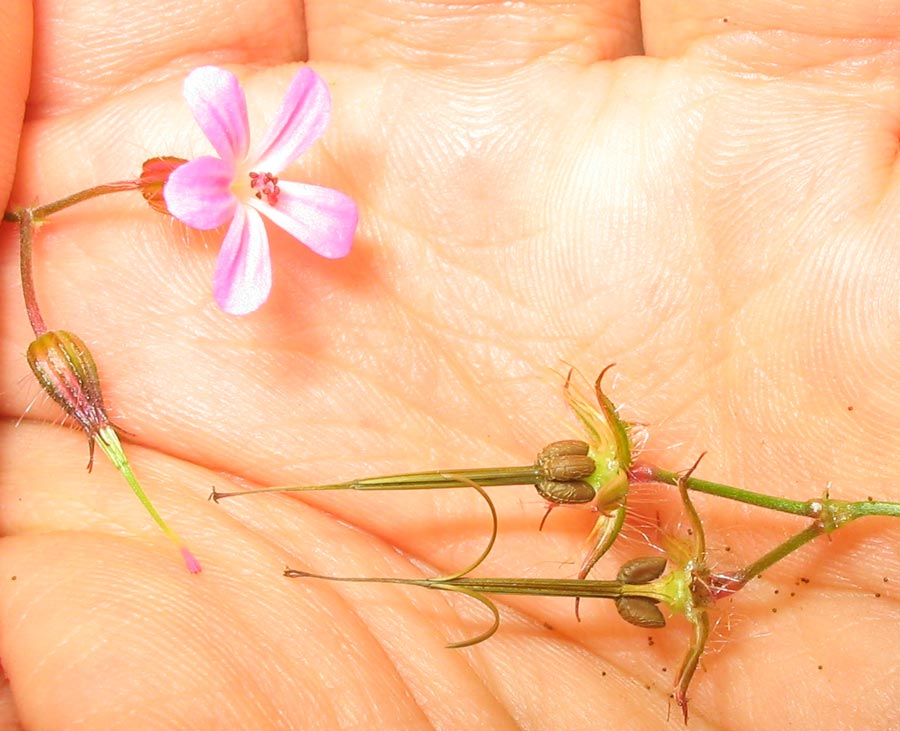
Hoa và đầu hạt của Geranium robertianum
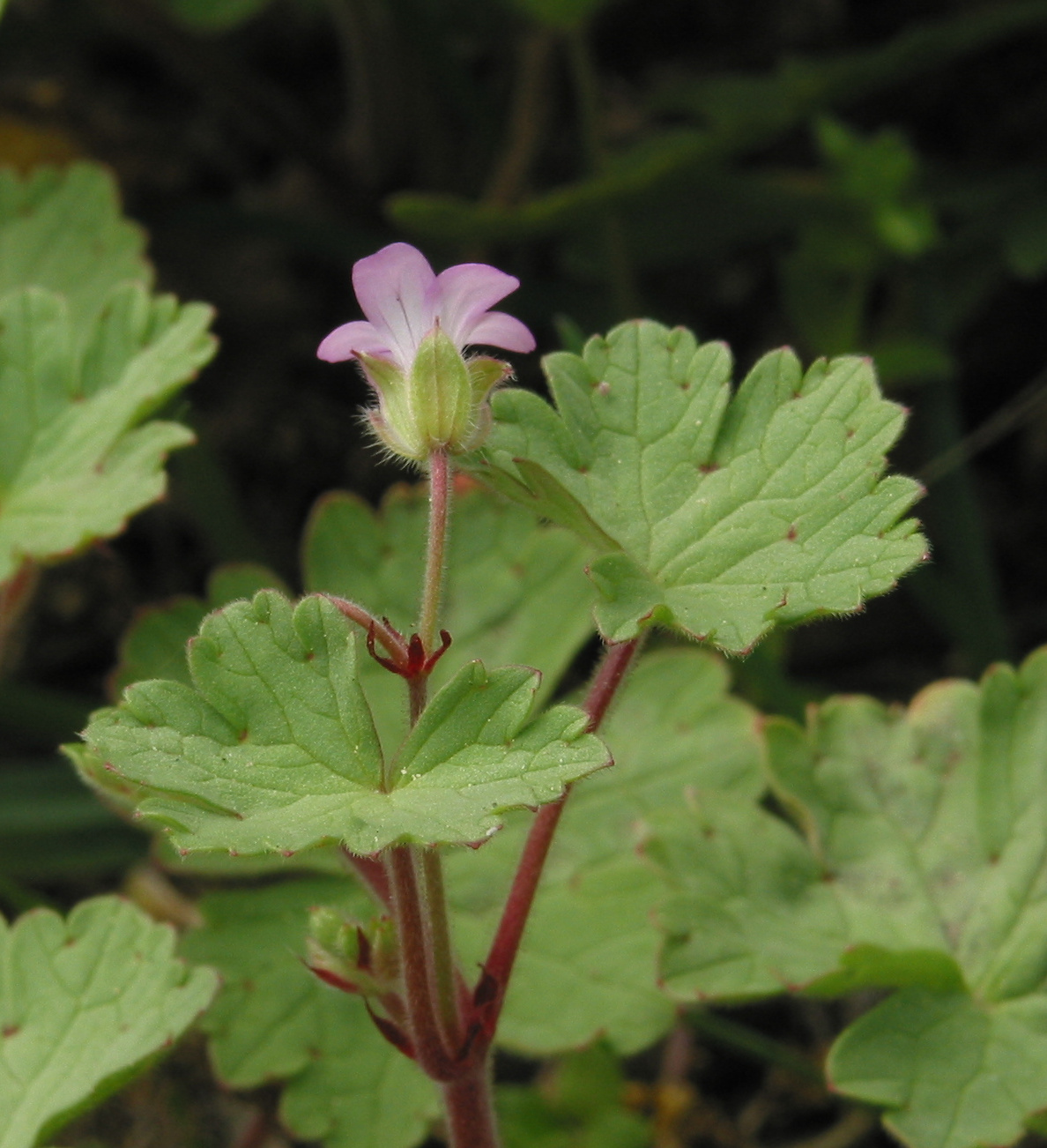
Geranium rotundifolium
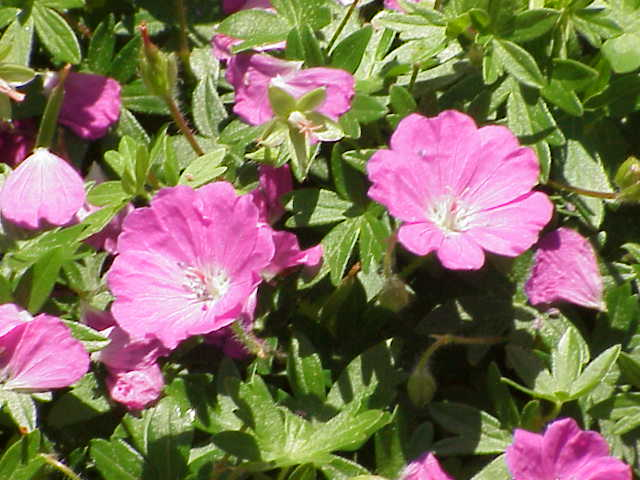
Geranium sanguineum
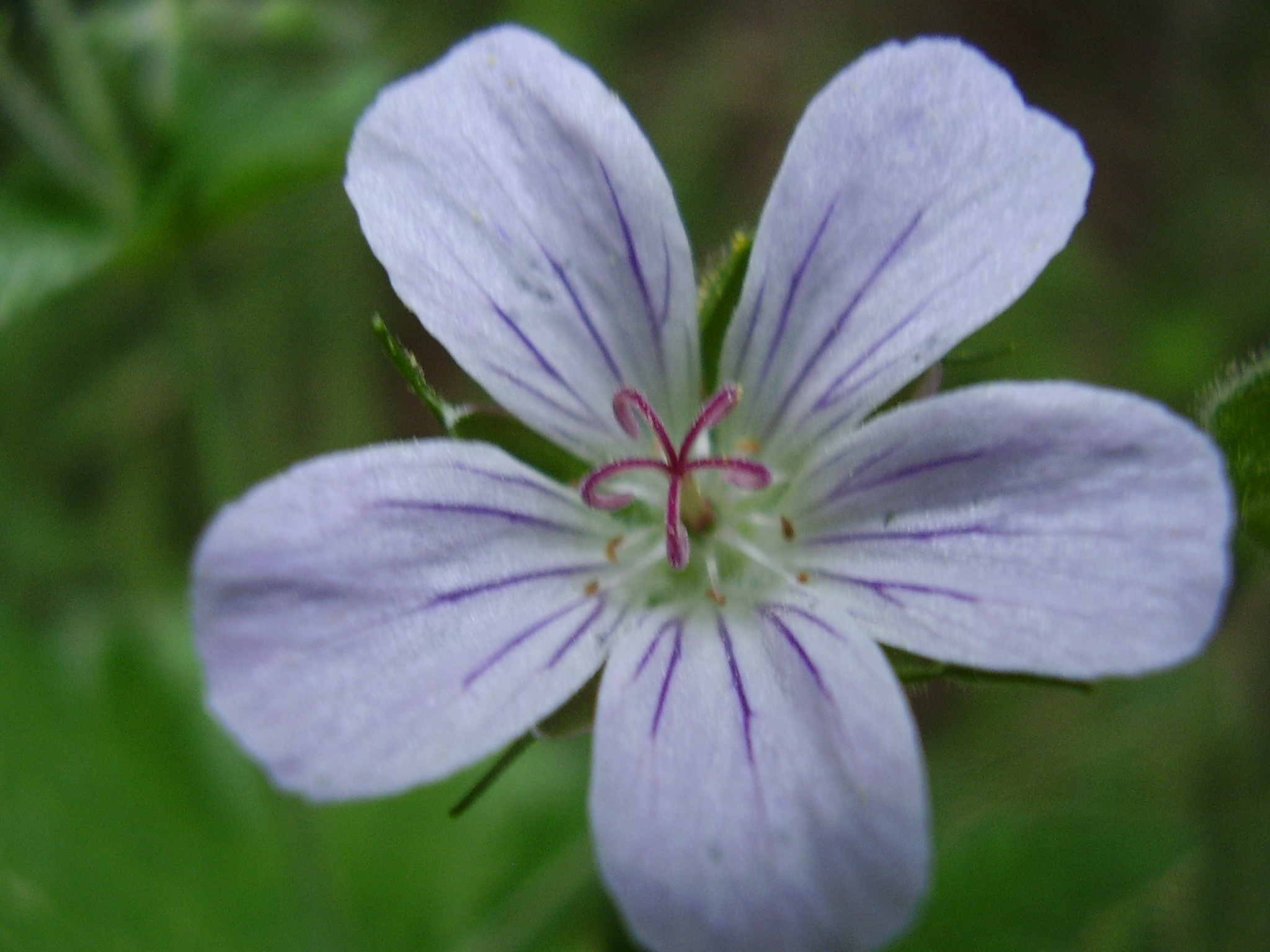
Geranium sylvaticum